# イチケン
株式会社イチケン（英: ICHIKEN Co.,Ltd.）は、東京都港区に本社を置く建設会社。

## 概要
日本の主要ゼネコンである。商業施設を中心とした空間創造を幅広く手掛ける。1979年にダイエーと業務提携。東京証券取引所プライム市場に上場。2004年株式会社イチケンの筆頭株主はパチンコホールを中心にボウリング場、アミューズメント、映画館などを運営する株式会社マルハン。2013年9月同社の関西支店における不適切な会計処理に関する外部調査委員会の調査報告書を証券取引所日本取引所グループが開示。

## 沿革
- 1930年　第一相互住宅株式会社設立
- 1943年　社名を第一建築株式会社に変更
- 1947年　社名を第一建設株式会社に変更
- 1956年　社名を第一建設工業株式会社に変更
- 1963年　東京支店を開設
- 1963年　株式を東京、大阪証券取引所第二部市場に上場
- 1982年　福岡営業所(現福岡支店)を開設
- 1985年　竜野開発株式会社と合併し竜野開発事業所を開設
- 1986年　沖縄営業所を開設
- 1987年　神戸営業所を開設
- 1988年　札幌営業所(現札幌支店)を開設
- 1988年　本社事務所を神戸市中央区に移転し神戸営業所を統合
- 1989年　社名を株式会社イチケンに変更
- 1989年　本店を神戸市に移転し大阪営業所(現関西支店)を開設
- 1990年　株式を東京、大阪証券取引所第一部市場に上場
- 1994年　仙台営業所、名古屋営業所を開設
- 1996年　本社機能を東京都に移転
- 2004年　ダイエーおよび東洋テクノが保有する株式をマルハンに譲渡される
- 2008年　本店所在地(登記)を東京都台東区に変更
- 2011年　神戸営業所を開設
- 2015年　本店所在地(登記)を東京都港区に変更
- 2017年　広島営業所開設
- 2023年　東京証券取引所スタンダード市場へ市場変更[1]

## 事業所・営業所
- 東京本社・支店 (東京都港区)
- 札幌支店 (北海道札幌市中央区)
- 関西支店 (大阪府大阪市中央区)
- 九州支店 (福岡県福岡市中央区)
- 仙台営業所 (宮城県仙台市青葉区)
- 名古屋営業所 (愛知県名古屋市中区)
- 広島営業所（広島県広島市中区 ）
- 沖縄営業所 (沖縄県那覇市)
- ワオシティ三郷（埼玉県三郷市）
- 赤とんぼ広場ショッピングセンター（兵庫県たつの市）
- ハノイ事務所（ベトナム）

## 主な施工実績
- アイテラス落合南長崎 (東京都豊島区)
- 神戸メリケンパークオリエンタルホテル (兵庫県神戸市中央区)
- CHARMANTSCENA TOKYO (東京都渋谷区)
- KITAYAMA MONOLITH (京都府京都市左京区)
- 琉球温泉瀬長島ホテル (沖縄県豊見城市)
- ガーデンヒルズ迎賓館 (大分県大分市)
- aune港北 (神奈川県横浜市都筑区)
- QizMALL龍ヶ崎 (茨城県龍ケ崎市)
- イオンタウン諏訪の森 (大阪府堺市西区)
- Francfranc青山 (東京都港区)
- 草津湯元水春 (滋賀県草津市)
- 松坂温泉 熊野の郷 (三重県松阪市)
- NHK神戸放送局 (兵庫県神戸市中央区)
- Audi北九州 (福岡県北九州市)
- Hanshin BMW芦屋 (兵庫県芦屋市)